# جون إسحاق بريكيه
جون إسحاق بريكيه (1870-1931) (بالإنجليزية: John Isaac Briquet)‏ هو عالم نبات سويسري.